# Götterdämmerung
Götterdämmerung (in het Nederlands ook wel Godendeemstering of Godenschemering, oorspronkelijke titel Siegfrieds Tod) is een opera van Richard Wagner. Het is de laatste opera van Wagners Ring des Nibelungen en tevens het werk dat het voorafgaande in Das Rheingold, Die Walküre en Siegfried overkoepelt en op een nieuw, hoger plan brengt. De première vond plaats op 17 augustus 1876 in het Bayreuther Festspielhaus, onder leiding van Hans Richter.
Het werk bestaat uit drie bedrijven, voorafgegaan door een ongebruikelijk lang voorspel. Dit wordt beschouwd als een van de meest sfeervolle passages van de Ring.

## Synopsis

### Voorspel
De Nornen (Schikgodinnen, dochters van de Aardgodin-oermoeder Erda) nemen voor de verblijfplaats van Brünnhilde en Siegfried het verleden, het heden en de toekomst door, voordat de eigenlijke actie verdergaat.

### Eerste bedrijf
Het vertrek van Siegfried naar het Hof van de Gibichungen. Daar wachten hem Gunther, de koning der Gibichungen, diens zuster Gutrune en hun halfbroeder Hagen, die de zoon van Alberich is. Hagen zet een plan op om Siegfried in de val te lokken.
Wotan heeft zich inmiddels in Walhalla teruggetrokken nadat Siegfried zijn speer in stukken heeft geslagen en kan met de Walküren er slechts op hopen dat Brünnhilde, aan wie Siegfried de ring als 'Liebespfand' gegeven heeft, de ring aan de Rijndochters terug zal geven. Alleen door die daad kan de ring van de vloek erop verlost worden en een hemelbrand wellicht worden afgewend. Maar Hagen heeft andere plannen. Hagen is een zoon van Alberich, die Wotans grote tegenstrever is, en is door hem geheel grootgebracht met het Haat-principe: haat de vrolijken en tracht zelf de ring te verkrijgen omwille van de wereldmacht die de bezitter dan heeft. Het doel heiligt de middelen. Hagen zweert dat de ring hem zal toebehoren en bedenkt een duivels plan om Gutrune aan Siegfried te koppelen en Siegfried Brünnhilde te laten werven voor Gunther. Op deze manier – daar is hij zeker van – bemachtigt hij op een gegeven moment de ring.
Het ziet er lang naar uit dat Hagen zal slagen. Het lukt hem om Siegfried aan Gutrune te koppelen met behulp van een toverdrank, die hem tevens zijn liefde voor Brünnhilde geheel doet vergeten; Siegfried en Gunther sluiten bloedbroederschap. Brünnhilde, die nog steeds in de ring van vuur op de berg op de terugkomst van Siegfried wacht, wijst de smeekbede van Waltraute (evenals zijzelf een Walküre) om de ring aan de Rijn terug te geven verontwaardigd af ("bist du von Sinnen?") en in een scène daarna verovert Siegfried – dankzij de Tarnhelm in de gedaante van Gunther – Brünnhilde voor Gunther. Hij neemt haar met geweld de ring af en legt het zwaard Nothung tussen hen beiden in. De jaloerse en vernederde Brünnhilde zal later ten overstaan van Hagen, Gutrune en Gunther beweren dat het zwaard Nothung de hele avond in de schede aan de muur zou hebben gehangen.

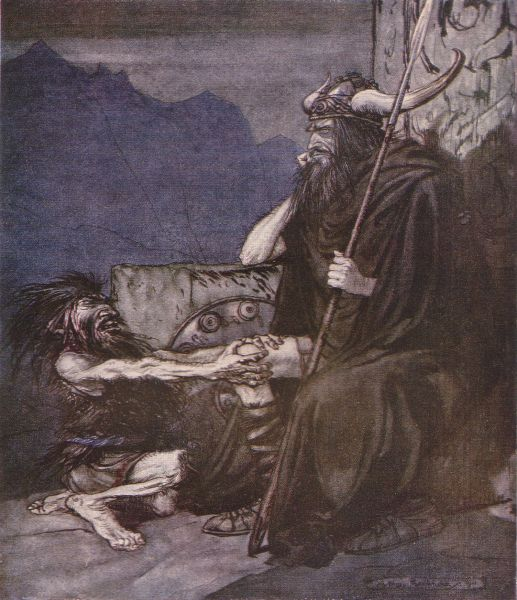
Alberich en Hagen

### Tweede bedrijf
Nadat Alberich Hagen nogmaals heeft bezworen de ring te bemachtigen, keert een ieder naar het hof der Gibichungen terug voor het vieren van de dubbele bruiloft. Hagen roept iedereen tezamen. Gunther zal met Brünnhilde huwen, en Gutrune met Siegfried. Brünnhilde is verbijsterd over het verraad haar door Siegfried aangedaan en reageert geheel ontdaan als ze de ring aan Siegfrieds vinger ziet. Die nam Gunther haar toch af? Gunther ontkent en vermoedt dan ook verraad in het spel. Siegfried zweert dat hij geen verraad heeft gepleegd maar kan niet overtuigen. Terwijl Siegfried en Gutrune feestvieren, smeden Brünnhilde, Hagen en Gunther het verbond om Siegfried de volgende dag bij de jacht om het leven te brengen.

### Derde bedrijf
In het derde bedrijf komen alle lijnen samen en wordt de Ring des Nibelungen voltooid: Op de jacht bij de Rijn weet Hagen Siegfried in een onbewaakt moment te doden. Men keert terug naar het Gibichungenhof, alwaar Gutrune zich grote zorgen maakt. Maar het eindwoord is aan Brünnhilde. Op het moment dat Hagen naar de ring reikt, treedt zij de cirkel in en doet hem ontzet terugdeinzen. Zij beveelt de mannen een brandstapel op te richten, waarop de dode Siegfried gelegd wordt. Alles weet zij nu. Zij steekt de brandstapel in brand, doet de ring aan haar vinger en springt zelf ook in het vuur. Door het vuur wordt de ring van de vloek bevrijd. De Rijn stroomt over, de Rijndochters grijpen de ring en sleuren tevens Hagen, die een laatste poging doet om de ring te bemachtigen, met zich mee. In de verte gaat Walhalla ook in vlammen op. De hemelbrand is een feit, het orkest gaat tekeer. De helden- en godenwereld is vergaan en de mensheid is aan zichzelf overgeleverd. Dan klinkt echter het door harpklanken omglansde liefdes-verlossingsmotief, waardoor de slotakkoorden van het werk de hoop doen oplaaien op een nieuwe, betere wereld.
Vooravond: Das Rheingold · Eerste dag: Die Walküre · Tweede dag: Siegfried · Derde dag: Götterdämmerung